# Worcester Rugby
Worcester Rugby är ett engelskt rugby union lag som spelar i högsta ligan (Guinness Premiership) i England. A-laget går under smeknamnet Warriors. Worcester Rugby spelar sina hemmamatcher på Sixways Stadium som ligger i Worcester. Klubben grundades 1871.